# Çingiz Mustafayev (giornalista)
Çingiz Mustafayev (Astrachan', 29 agosto 1960 – Nakhidjevanik, 15 giugno 1992) è stato un giornalista azero.
Dopo la sua morte è stato nominato Eroe Nazionale dell'Azerbaigian, il più alto titolo onorifico della nazione.
Senza particolari formazioni o affiliazioni giornalistiche, ha girato un documentario sul fronte della prima guerra del Nagorno Karabakh, fino alla sua morte avvenuta durante una schermaglia presso la città di Nakhidjevanik, parte dell'autoproclamata repubblica dell'Artsakh.

## Biografia

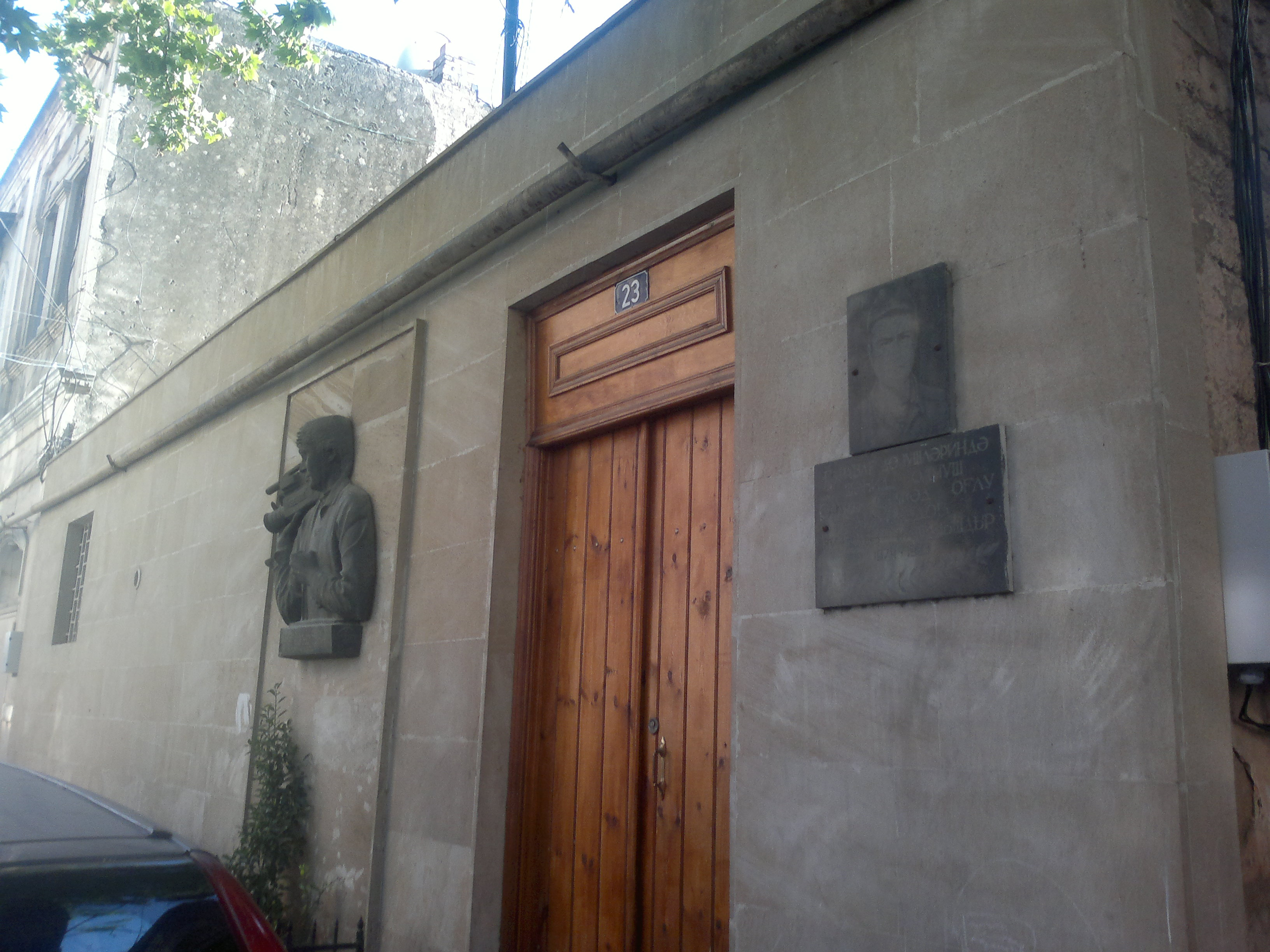

È nato ad Astrachan', in Russia, da padre russo e madre azera.
Nel 1992 ha filmato diverse scene del massacro di Xocalı, avvenuto nella cittadina di Xocalı, a pochi chilometri dalla capitale dell'Artsakh, Step'anakert.
Oltre ha questo ha girato altri 17 documentari, che compongono una fonte sugli avvenimenti della guerra.
Il 15 giugno 1992, mentre stava girando un filmato di una sparatoria tra le forze armene e quelle azere presso Nakhidjevanik, è stato colpito mortalmente e in seguito è stato trasportato in un ospedale vicino dove è morto per le ferite riportate.